# パーシー・ジョーンズ
パーシー・ジョーンズ（Percy Jones）は、イギリス人のベーシスト。主にジャズの分野で活躍している。彼を一躍有名にしたのはバンド、ブランドXでの活動である。フレットレスベースを用いたユニークなフレージングや高度な演奏技術で脚光を浴びる。

## 概要
古くは1960年代後半に「Liverpool Scene」のメンバーとしての活躍が有名。
1970年代中期からプログレッシブ・ロック界隈におけるスタジオワーク、セッションワークで頭角をあらわし、1970年代後期にてイギリスのクロスオーバー・バンド、ブランドXで当時めずらしかったフレットレスベース・プレイヤーとして日本でも話題となる。
ベーシスト界きっての革新的スターであった同じくフレットレスベーシストのジャコ・パストリアスとよく比較されるが、ジャズの高速レガートやリア寄りのピックアップでタイトに演奏するジャコに対し、パーシーはブリティッシュ・ロック、ブルースをルーツとしたベーシックなフレーズを多用、またフィンガリングもネック寄りである。
デビュー初期からピッキングハーモニクスを使った先鋭的なアプローチや、躍動感のあるうねるようなグリッサンド、フィンガリングによる高速レガートなどを取り入れており、現在に至るまで彼独自のユニークでアグレッシヴなスタイルは変わらず貫徹されている。
ソロ活動としてはタンネルズというバンド名義でアルバムを発表している。セッションとしてはブライアン・イーノのソロ・プロジェクトなどへの参加がある。

## ディスコグラフィ

### ソロ・アルバム
- 『ケイプ・カタストロフィ』 - Cape Catastrophe (1990年)
- 『プロペラ・ミュージック』 - Propeller Music (1990年) ※パーシー・ジョーンズ・アンサンブル名義

### ブランドX
- 『アンオーソドックス・ビヘイヴィアー』 - Unorthodox Behaviour (1976年)
- 『モロッカン・ロール』 - Moroccan Roll (1977年)
- 『ライヴストック』 - Livestock (1977年) ※ライブ・アルバム
- 『マスクス』 - Masques (1978年)
- 『プロダクト』 - Product (1979年)
- 『ドゥ・ゼイ・ハート?』 - Do They Hurt? (1980年)
- 『イズ・ゼア・エニシング・アバウト?』 - Is There Anything About? (1982年)
- 『Xコミュニケーション』 - Xcommunication (1992年)
- 『マニフェスト・デスティニー』 - Manifest Destiny (1997年)
- 『ライヴ・アット・ザ・ロキシー』 - Live at the Roxy L.A. (1996年) ※ライブ・アルバム
- 『タイムライン』 - Timeline (2000年) ※ライブ・アルバム
- But Wait... There's More! - LIVE 2017 (2017年) ※ライブ・アルバム
- Locked & Loaded (2018年) ※ライブ・アルバム

### タンネルズ
- 『タンネルズ』 - Tunnels (1993年)
- 『ペインテッド・ロック』 - Painted Rock (1999年)
- 『プログレッシヴィティー』 - Progressively (2002年)
- 『ライヴ：ジ・アート・オヴ・リヴィング・デンジャラスリー』 - Live: The Art Of Living Dangerously (2004年)
- 『ナチュラル・セレクション』 - Natural Selection (2006年)

### パーシー・ジョーンズ／スコット・マッギル／リッチー・デ・カルロ
- 『パーシー・ジョーンズ／スコット・マッギル／リッチー・デ・カルロ』 - Percy Jones, Scott McGill, Ritchie DeCarlo (2000年)
- 『ザ・デビュー・アルバム』 -  Debut (2008年)
- 『サード・トランスミッション』 - Third Transmission (2014年)

### Bangtower
- Casting Shadows (2000年)

### MJ12
- MJ12 (2016年)